# Pocrovca, Dondușeni
Pocrovca (în rusă Покровка) este un sat din raionul Dondușeni, Republica Moldova.

## Istorie
Satul a fost fondat în 1831 de către credincioșii de rit vechi ruși. În 1854, familiile Șcerbacov și Petrov din Ismail s-au strămutat aici; Voloșin și Popov din Moghilău; Marcenco, Șcerbacov, Rîlschi, Rumcenco, Hrapcenco din Iampol; Belcencov, Rîlschi, Kubanțev din Nova Ușîțea; Savinov și Rîlschi din Brațlav.
Prima casă de rugăciune a fost ridicată în 1858, iar în 1870 a fost construită Biserica „Preasfintei Fecioare”, care este încă activă.
În 1918, unii locuitori originari din Pocrovca au fondat satul Dobrogea Veche (127 de familii, 250 de persoane), iar în 1919 – Egorovca (13 familii, 40 de persoane) și Pînzărenii Noi. În 1919, o parte din săteni au participat la răscoala de la Hotin, în legătură cu care autoritățile române au petrecut represalii, potrivit surselor sovietice, împușcând 14 răsculați.
În timpul celui de-al doilea război mondial 119 persoane s-au alăturat rândurilor Armatei Roșii, dintre care 9 au fost uciși, iar 6 răniți.

## Demografie

### Structura etnică
Structura etnică a satului conform recensământului populației din 2004:
| Grup etnic         | Populație | % Procentaj |
| ------------------ | --------- | ----------- |
| Ruși               | 1.008     | 95,18%      |
| Moldoveni / Români | 34        | 3,21%       |
| Ucraineni          | 14        | 1,32%       |
| Alții              | 3         | 0,28%       |
| Total              | 1.059     | 100%        |

Conform datelor recensământului din 2014, satul Pocrovca avea 1.060 locuitori, dintre care:
| Grup etnic         | Populație | % Procentaj |
| ------------------ | --------- | ----------- |
| Ruși               | 991       | 93,49%      |
| Moldoveni / Români | 36        | 3,4%        |
| Ucraineni          | 32        | 3,02%       |
| Alții              | 1         | 0,09%       |
| Total              | 1.060     | 100%        |

## Administrație și politică
Componența Consiliului local Pocrovca (9 consilieri), ales la 5 noiembrie 2023, este următoarea:
|  | Partid                                       | Consilieri | Componență | Componență | Componență | Componență | Componență | Componență |
|  | -------------------------------------------- | ---------- | ---------- | ---------- | ---------- | ---------- | ---------- | ---------- |
|  | Partidul Socialiștilor din Republica Moldova | 6          |            |            |            |            |            |            |
|  | Partidul Acțiunii Comune – Congresul Civic   | 3          |            |            |            |            |            |            |